# 2004 en santé et médecine
| Années de la santé et de la médecine : 2001 - 2002 - 2003 - 2004 - 2005 - 2006 - 2007    |
| Décennies de la santé et de la médecine : 1970 - 1980 - 1990 - 2000 - 2010 - 2020 - 2030 |

Cet article présente les faits marquants de l'année 2004 en santé et médecine.

## Événements
- 13 août : création en France de la Haute Autorité de santé.
- 8 octobre : la kényane Wangari Muta Maathai (1940-2011), biologiste, professeur d'anatomie en médecine vétérinaire et militante politique et écologiste, reçoit le prix Nobel de la paix.
- 21 octobre : l'International Human Genome Sequencing Consortium publie la séquence complète du génome humain[1].
- Novembre : publication du génome de mimivirus.

## Décès
- 7 mai : Alexandre Minkowski (né en 1915), pédiatre français, un des fondateurs de la néonatalogie.
- 3 octobre : Jacques Benveniste (né en 1935), médecin et immunologiste français.